# Walter Cohen
Pour les articles homonymes, voir Cohen.
Walter Cohen (né le 18 février 1880 à Bonn et mort 8 octobre 1942 dans le camp de concentration de Dachau) est un historien de l'art, collectionneur d'art et commissaire d'exposition allemand.

## Biographie
Walter Cohen est le plus jeune des onze enfants de Friedrich Moritz (1836-1912) et Helena Cohen (1839-1914). Son frère est le libraire et éditeur Friedrich Cohen (de). Walter Cohen est malentendant depuis l'enfance, il doit donc surtout lire les mots de les lèvres. Issu d'une famille juive, il est baptisé et reçoit une éducation protestante. En 1898, il est diplômé du lycée municipal.
À partir de 1898, Cohen étudie l'histoire de l'art, l'archéologie classique et la philosophie d'abord à Bonn, puis à Munich et Berlin et enfin à Strasbourg, où il obtient son doctorat en 1903 avec Georg Dehio. Après un long voyage d'études à l'étranger, il travaille de 1904 à 1905 comme éditeur pour l'encyclopédie générale des artistes visuels de l'Antiquité à nos jours à Leipzig. En 1906, il fait un stage aux Musées d'État de Berlin (Musée empereur-Frédéric et Musée des arts décoratifs). Il trouve un emploi à partir de 1908, d'abord comme assistant de recherche, puis comme assistant de direction au Musée provincial sous Hans Lehner (de) à Bonn. Il y réorganise les départements d'art médiéval et d'art moderne et fait en sorte que la galerie d'images soit fusionnée avec la collection Wesendonk.
Lorsque August Macke, originaire de Tegernsee, installe son atelier dans la Bornheimerstraße à Bonn en 1911, il devient le lieu de rencontre de la scène artistique. Il élargit rapidement son réseau à Bonn : il comprend Walter Cohen, qui travaille au musée provincial de Bonn, et ses deux frères aînés, Friedrich et Heinrich, qui tiennent une librairie et un marchand d'art en face de l'université. Cohen devient ami avec Macke, comme il l'a fait avec de nombreux artistes.
Cohen participe aux préparatifs de l'exposition internationale d'art du Sonderbund, inaugurée le 25 mai 1912 à Cologne, qui, d'un point de vue actuel, fait partie des expositions d'art pionnières du début du XXe siècle. Cette exposition a été précédée par l'association fondée en 1909 à Düsseldorf par des artistes, des directeurs de musée, des collectionneurs et des marchands qui s'étaient réunis pour ouvrir l'art de l'avant-garde à un large public. Karl Ernst Osthaus en est le président et Walter Cohen est l'un des membres du conseil d'administration.
En 1912, un projet d'embauche aux musées de Berlin échoue en raison de sa surdité. En 1914, Cohen rejoint la Collection d'art municipale de Düsseldorf et en 1920 devient conservateur de la collection de peintures. Karl Koetschau, le directeur, veut compléter la collection d'art ancien par des acquisitions. Avec le conservateur Walter Cohen, il acquit des œuvres allemandes modernes.
Cohen invente le nom "La Jeune Rhénanie" pour l'association des artistes modernes fondée en 1919. En 1918, lui et le groupe organisent la première exposition au Kölnischer Kunstverein. 113 artistes y exposent déjà, le nombre d'adhérents augmentant rapidement.
Walter Cohen est un collectionneur de nombreuses œuvres d'éminents expressionnistes allemands d'artistes des associations d'artistes "Die Brücke", "Le Cavalier bleu" et "La Jeune Rhénanie", tels que Max Beckmann, Otto Dix, Käthe Kollwitz, Paula Modersohn-Becker, Emil Nolde, Otto Pankok (de), Karl Schmidt-Rottluff, Gabriele Münter, Erich Heckel, Christian Rohlfs et bien d'autres artistes. En plus de collectionner, Cohen est un mécène engagé de l'avant-garde de l'époque, notamment des artistes Dix, Rohlfs, August Macke, Gerhard Marcks.
Il a une relation amicale et professionnelle avec le galeriste Alfred Flechtheim. Pour la réouverture de la galerie Flechtheim après la Première Guerre mondiale, à Pâques 1919, avec une première exposition sur les expressionnistes, il apporte sa contribution par une préface.
En 1924, il publie son ouvrage Cent ans de peinture rhénane, dans lequel quarante artistes, principalement des XIXe et XXe siècles, sont présentés. Walter Cohen est largement reconnu dans les années 1920 comme un conservateur de musée clairvoyant, un brillant critique d'art et un mécène engagé.
En 1928, il installe le nouveau bâtiment du musée à la Cour d'honneur (de). Mais ensuite les nazis arrivent, confisquent 137 acquisitions et renvoient Cohen. Sa collection privée d'art contemporain est également diffamée par les nationaux-socialistes comme de l'art dégénéré. Malgré le baptême et une éducation protestante, Cohen est contraint à la retraite en 1933 en tant que non-aryen conformément à l'article 3 de la loi pour la restauration de la fonction publique et est renvoyé du service des musées, perdant son statut de fonctionnaire et un grand une partie de sa pension. Une action en justice pour réintégration est rejetée. Dans les années qui suivent, il travaille comme évaluateur dans le commerce de l'art. Les conditions économiques difficiles le dérangent et il a aussi des problèmes de santé.
Sous toute la pression, son mariage avec sa femme non juive Margarete Umbach (1892-1960), elle-même artiste et collectionneuse, qu'il a épousée en 1920, se rompt également. Un procès pour falsification d'image présumée se solde par un acquittement. Toutefois, Cohen est mis en détention et emmené au camp de concentration de Dachau, où il est assassiné.
Sa femme Margarete Umbach cache la collection dans une ville près de Mulhouse en Alsace, mais elle est presque entièrement détruite. Après la guerre, avec son deuxième mari, Richard Vogts (1906-1984), fils du portraitiste de Düsseldorf Richard Vogts (de), elle tente de reconstituer la collection et de la poursuivre dans l'esprit de Walter Cohen. La collection de la fondation "Cohen-Umbach-Vogts" au musée des Trois Pays de Lörrach comprend environ 200 estampes expressionnistes d'artistes tels que Max Beckmann, Wassily Kandinsky, Otto Dix, Käthe Kollwitz et Erich Heckel et reflète tragiquement la vie et le destin de leurs trois collectionneurs en Allemagne du XXe siècle.

## Publications (sélection)

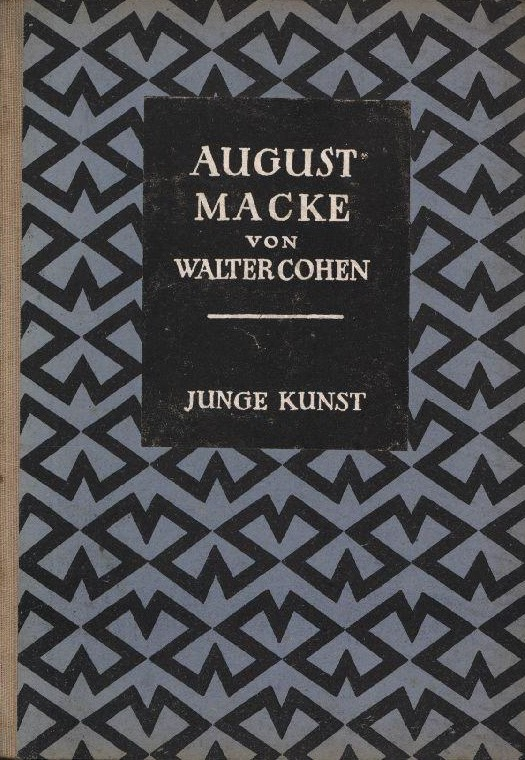
August Macke. Série Junge Kunst Volume 32, publié par Klinkhardt & Biermann, 1922

- Studien zu Quinten Metsys. Inaugural-Dissertation zur Erlangung der Doktorwürde bei einer Hohen Philosophischen Fakultät der Kaiser-Wilhelms-Universität Straßburg. München: Alphons Bruckmann, München 1904.
- Katalog der Gemäldegalerie. Vorwiegend Sammlung Wesendonk. Provinzial-Museum in Bonn. Kommissionsverlag von Friedrich Cohen, 1914.
- August Macke. Klinkhardt & Biermann. Leipzig 1922.
- Hundert Jahre rheinischer Malerei. Kunstbücher deutscher Landschaften, Cohen Verlag, Bonn 1924.

Articles de revues (sélection)
- Alfred Rethel. In: Die Rheinlande. 1918.
- Düsseldorfer und Frankfurter Kunst auf der „Ausstellung deutscher Malerei im neunzehnten Jahrhundert“ zu Dresden. In: Die Rheinlande. 1919.
- Erinnerung an Seehaus. In: Das Kunstfenster. 1921.